# Rivula cyanepuncta
Rivula cyanepuncta là một loài bướm đêm trong họ Erebidae.